# Bodești (Bărbătești), Vâlcea
Bodești este satul de reședință al comunei Bărbătești din județul Vâlcea, Oltenia, România.

## Monumente istorice
- Biserica „Intrarea în Biserică” din Bodești